# 선전포고

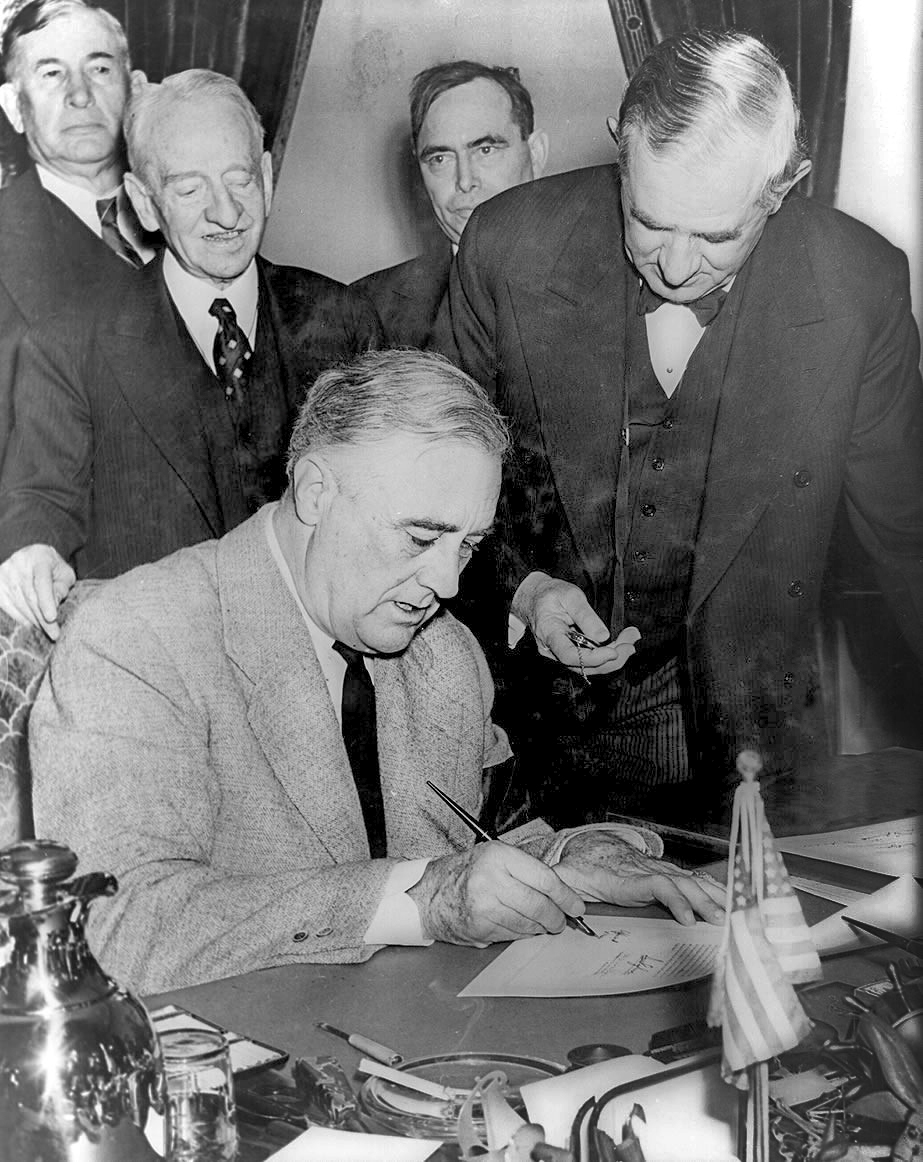
미국 대통령 프랭클린 D. 루스벨트가 1941년 12월 11일 나치 독일에 대한 선전포고문에 서명하고 있다.

선전 포고(宣戰布告)는 한 국가가 다른 국가에 대해 기존 또는 임박한 전쟁 활동을 공식적으로 발표하는 행위이다. 선언은 한 국가 정부의 승인된 당사자가 두 개 이상의 주권국 사이에 전시 상태를 만들기 위한 수행적 언어행위 (또는 문서의 공개 서명)이다.
선전포고 권한의 적법성은 국가와 정부 형태에 따라 다르다. 많은 국가에서 그 권한은 국가원수 또는 군주에게 부여된다. 다른 경우에는 사략면장이나 비밀 작전과 같은 완전한 선전포고에 미치지 못하는 행위가 사략이나 용병에 의한 전쟁과 유사한 행위를 허용할 수 있다. 선전포고를 위한 공식적인 국제 프로토콜은 1907년 헤이그 협약 (III) - 개전 조약에 정의되어 있다.
1945년 이후, 유엔 헌장과 같이 국제 분쟁에서 위협과 무력 사용을 모두 금지하는 국제법의 발전으로 인해 선전포고는 국제 관계에서 대체로 불필요해졌지만 그러한 선언은 교전국 또는 중립국의 국내법 내에서 관련성을 가질 수 있다. 유엔 안전 보장 이사회는 헌장 제24조, 제25조 및 제7장에서 부여된 권한에 따라 국제 평화와 안보를 유지하거나 강제하기 위한 집단 행위를 승인할 수 있다. 유엔 헌장 제51조는 또한 다음과 같이 명시하고 있다: "이 헌장의 어떠한 규정도 회원국에 대한 무력 공격이 발생할 경우 개별적 또는 집단적 자위권의 고유한 권리를 침해하지 않는다."
선전포고는 제2차 세계 대전 이후 극히 드물었다. 학자들은 이러한 감소의 원인에 대해 논쟁해왔으며, 일부는 국가들이 국제인도법 (전쟁에서의 행동을 규제하는 법)의 제약을 회피하려 한다고 주장하는 반면, 다른 일부는 선전포고가 침략과 극단적인 목표의 지표로 인식되기 시작했다고 주장한다.

## 역사

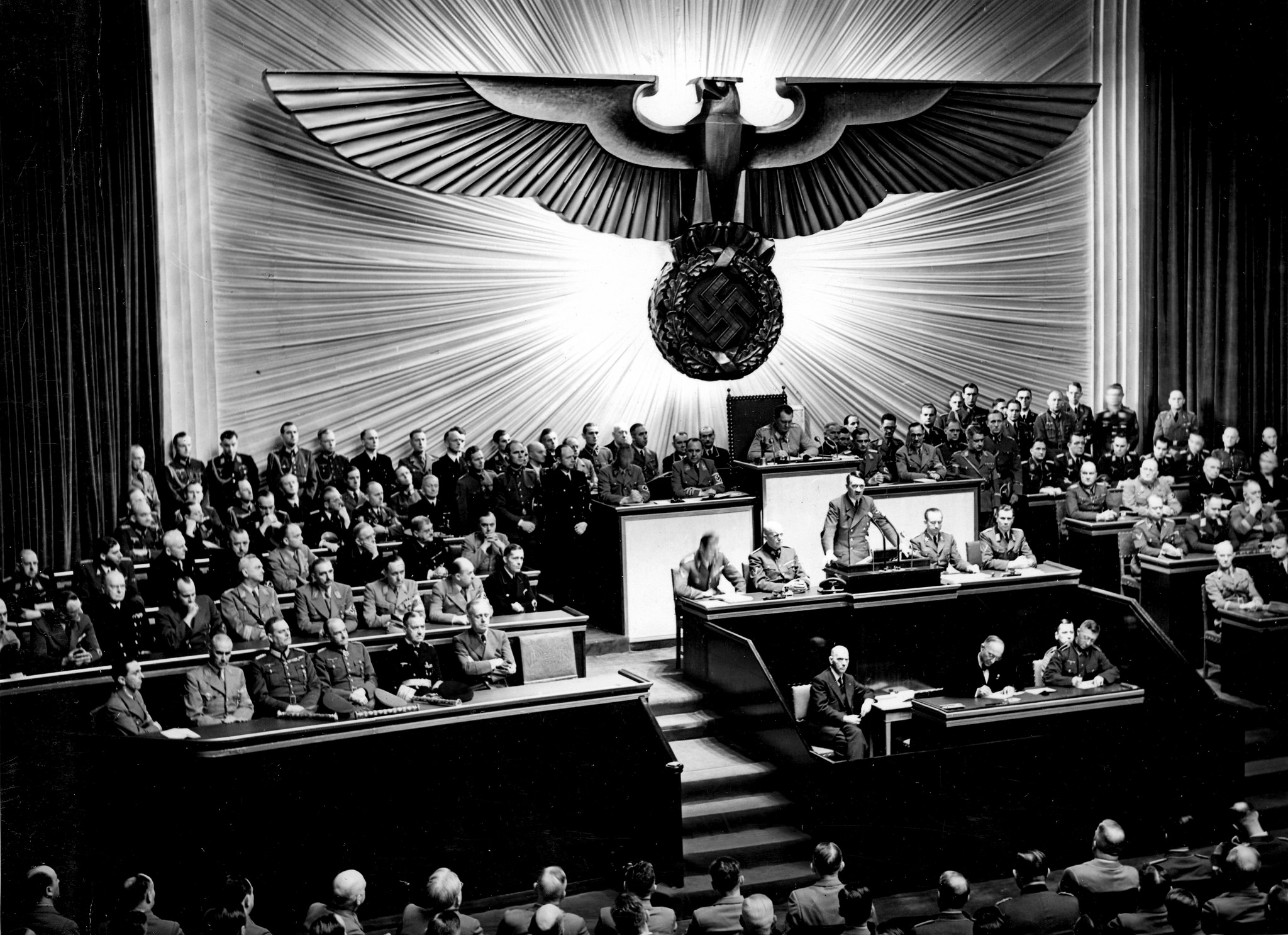
아돌프 히틀러가 1941년 12월 11일 독일의 미국 선전포고를 발표하고 있다.

선전포고 관행은 오랜 역사를 가지고 있다. 고대 수메르의 길가메시 서사시와 구약성경은 이에 대한 기록을 담고 있다. 로마 공화국은 특별한 의식인 페티알레스 의례를 통해 선전포고를 공식화했지만, 이 관행은 로마 제국 시대에 들어서면서 쇠퇴하기 시작했다.
그러나 선전포고의 관행이 항상 엄격하게 지켜진 것은 아니었다. 영국 학자 존 프레더릭 모리스는 그의 연구 "선전포고 없는 적대 행위(1883)"에서 1700년부터 1870년 사이에 전쟁이 선포된 경우는 1812년 프랑스의 러시아 선전포고 또는 영국 및 대영 제국의 선전포고 목록과 같이 단 10건에 불과했지만, 107건의 다른 경우에는 그러한 선포 없이 전쟁이 벌어졌음을 보여주었다 (이 수치는 유럽 내에서, 그리고 유럽 국가와 미국 간에 벌어진 전쟁만을 포함하며, 아프리카와 아시아의 식민지 전쟁은 포함하지 않는다).
현대 국제공법에서 선전포고는 국가들 간의 적대 상태를 인정하는 것을 의미하며, 이러한 선전포고는 각국의 군대 간 군사적 교전 행위를 규제하는 역할을 해왔다. 이러한 선언을 규정하는 주요 다자 조약은 헤이그 협약이다.
제1차 세계 대전 이후 1919년에 설립된 국제연맹과 1928년 프랑스 파리에서 체결된 전쟁 포기에 관한 일반 조약은 세계 강대국들이 또 다른 세계 대전의 대학살을 막기 위한 수단을 진지하게 모색하고 있음을 보여주었다. 그럼에도 불구하고 이들 강대국은 제2차 세계 대전의 발발을 막을 수 없었고, 그리하여 그 전쟁 이후 유엔이 설립되어 선전포고를 통한 국제적 침략을 막기 위한 새로운 시도를 했다.

### 제1차 세계 대전 이전 공식적인 선전포고의 비판
고전 시대에 투키디데스는 스파르타의 동맹국인 테바이가 아테네의 동맹국인 플라타이아에 대해 선전포고 없이 기습 공격을 감행한 것을 비난했는데, 이 사건은 펠로폰네소스 전쟁의 시작이었다.
공식적인 선전포고의 유용성은 오랫동안 의문시되어 왔는데, 이는 과거 기사도 시대의 감상적인 잔재이거나 적에게 무분별한 경고라는 이유에서였다. 예를 들어, 1737년에 코르넬리우스 판 빈커르쇠크는 "어느 정도 자존심을 가진 국가와 군주들은 대개 사전 선전포고 없이 전쟁을 벌이려 하지 않는다. 왜냐하면 그들은 공개적인 공격을 통해 승리를 더욱 명예롭고 영광스럽게 만들고 싶어하기 때문이다"라고 판단했다. 1880년에 윌리엄 에드워드 홀은 "따라서 적에게 방어할 시간과 기회를 주어야 한다면 어떤 종류의 사전 선전포고도 공허한 형식에 불과하며, 그러한 돈키호테식 행위가 의무적이라고 주장하는 사람은 아무도 없다는 것은 말할 필요도 없다"라고 판단했다.

### 1945년 이후 선포된 전쟁
선전포고는 전통적인 의미에서 흔치 않지만, 1945년 이후 주로 서아시아 및 동아프리카의 분쟁 지역으로 제한되었다. 또한 일부 소국들은 적대적인 침략 및 점령에 직면했을 때 미국이나 러시아와 같은 주요 세계 강대국에 일방적으로 선전포고를 했다. 다음은 1945년 제2차 세계 대전 종전 이후 한 주권국이 다른 주권국에 대해 선전포고(또는 전쟁 상태의 존재)를 한 목록이다. 직접적인 군사 분쟁의 맥락에서 발생한 선전포고만 포함된다.
| 전쟁 | 날짜             | 제목             | 교전국                 | 교전국                 | 종료                      | 참고                         |
| 전쟁 | 날짜             | 제목             | 선포 당사국            | 상대국                 | 종료                      | 참고                         |
| --- | ---------------- | ---------------- | ---------------------- | ---------------------- | ------------------------- | ---------------------------- |
| - 1948년 아랍-이스라엘 전쟁 (1948–49) - 수에즈 위기 (1956) - 제3차 중동 전쟁 (1967) - 소모전 (중동) (1967–70) - 욤키푸르 전쟁 (1973) | 1948년 5월 15일  | 선전포고         | 이집트                 | 이스라엘               | 1979년 3월 26일           | [ 11 ]                       |
| - 1948년 아랍-이스라엘 전쟁 (1948–49) - 수에즈 위기 (1956) - 제3차 중동 전쟁 (1967) - 소모전 (중동) (1967–70) - 욤키푸르 전쟁 (1973) | 1948년 5월 15일  | 선전포고         | 요르단                 | 이스라엘               | 1994년 10월 26일          | [ 11 ]                       |
| - 1948년 아랍-이스라엘 전쟁 (1948–49) - 수에즈 위기 (1956) - 제3차 중동 전쟁 (1967) - 소모전 (중동) (1967–70) - 욤키푸르 전쟁 (1973) | 1948년 5월 15일  | 선전포고         | 시리아, 이라크, 레바논 | 이스라엘               | 여전히 기술적으로 전쟁 중 | [ 11 ]                       |
| 제3차 중동 전쟁 (1967) | 1967년 6월       | 선전포고         | 모리타니               | 이스라엘               | 1991년                    | [ 12 ] [ 더 나은 출처 필요 ] |
| 오가덴 전쟁 | 1977년 7월 13일  | 선전포고         | 소말리아               | 에티오피아             | 1978년 3월 15일           |                              |
| 우간다-탄자니아 전쟁 | 1978년 11월 2일  | 선전포고         | 탄자니아               | 우간다                 | 1979년 6월 3일            | [ 13 ]                       |
| 이란-이라크 전쟁 | 1980년 9월 22일  | 선전포고         | 이라크                 | 이란                   | 1988년 7월 20일           | [ 14 ]                       |
| 미국의 파나마 침공 | 1989년 12월 15일 | 전쟁 상태의 존재 | 파나마                 | 미국                   | 1990년 1월 31일           | [ 15 ]                       |
| 에티오피아-에리트레아 전쟁 | 1998년 5월 14일  | 전쟁 상태의 존재 | 에티오피아             | 에리트레아             | 2000년 12월 12일          | [ 16 ]                       |
| 차드 내전 | 2005년 12월 23일 | 전쟁 상태의 존재 | 차드                   | 수단                   | 2010년 1월 15일           | [ 17 ]                       |
| 지부티-에리트레아 국경 분쟁 | 2008년 6월 13일  | 전쟁 상태의 존재 | 지부티                 | 에리트레아             | 2010년 6월 6일            | [ 18 ]                       |
| 러시아‒조지아 전쟁 | 2008년 8월 9일   | 전쟁 상태의 존재 | 조지아                 | 러시아                 | 2008년 8월 16일           | [ 19 ]                       |
| 2012년 남수단-수단 국경 분쟁 | 2012년 4월 11일  | 전쟁 상태의 존재 | 수단                   | 남수단                 | 2012년 5월 26일           | [ 20 ]                       |
| 카메룬 영어권 위기 | 2017년 12월 4일  | 선전포고         | 카메룬                 | 틀:나라자료 암바조니아 | 여전히 전쟁 중            | [ 21 ]                       |
| 제2차 나고르노카라바흐 전쟁 | 2020년 9월 27일  | 전쟁 상태의 존재 | 아제르바이잔           | 아르메니아             | 2020년 11월 10일          | [ 22 ]                       |
| 제2차 서사하라 전쟁 | 2020년 11월 14일 | 선전포고         | SADR                   | 모로코                 | 여전히 전쟁 중            | [ 23 ]                       |
| 이스라엘-하마스 전쟁 | 2023년 10월 7일  | 전쟁 상태의 존재 | 이스라엘               | 하마스                 | 여전히 전쟁 중            | [ 24 ]                       |

### 기타 특이 사례

#### 러시아-우크라이나 전쟁
진행 중인 러시아-우크라이나 전쟁에서는 공식적인 선전포고가 발표되지 않았다. 러시아의 우크라이나 침공이 시작될 때, 푸틴은 공식적인 선전포고를 회피하고 "특별 군사 작전"이라는 용어로 침공 시작을 발표하는 텔레비전 방송을 진행했다. 그러나 이 성명은 우크라이나 정부에 의해 선전포고로 간주되었으며 많은 국제 뉴스 매체에서도 그렇게 보도되었다. 우크라이나 의회는 러시아의 우크라이나 내 군사 작전에 대해 러시아를 "테러 국가"로 언급하지만, 공식적인 선전포고를 발표하지는 않았다.

## 절차
1899년 첫 번째 헤이그 협약의 제2장 제2조에서 서명국들은 적대 행위를 시작하기 전에 국가 간의 분쟁을 중재하기 위해 최소한 한 국가를 활용하는 데 동의했다.

심각한 불일치 또는 분쟁 발생 시, 무력에 호소하기 전에 서명국들은 상황이 허락하는 한 하나 이상의 우호국들의 선의 또는 중재에 의존하기로 합의한다.

1907년 헤이그 협약 (III) "적대 행위의 개시에 관한 협약"은 국가가 적대 행위를 시작할 때 수행해야 할 국제적 조치를 제시한다. 첫 두 조항은 다음과 같다.

제1조
계약국들은 상호 간의 적대 행위는 정당한 이유를 명시한 선전포고 또는 조건부 선전포고를 포함한 최후통첩의 형태로 명확한 사전 경고 없이 시작되어서는 안 됨을 인정한다.
제2조
전시 상태의 존재는 중립국들에게 지체 없이 통보되어야 하며, 통보를 받은 후에야 중립국들에 대해 효력을 발생한다. 단, 이 통보는 전보로 할 수도 있다. 그러나 중립국들은 전시 상태의 존재를 명확히 인지하고 있었음이 입증된 경우에는 통보 부재를 이유로 들 수 없다.

### 유엔과 전쟁
국가들이 전쟁 없이 문제를 해결하도록 강제하기 위해, 유엔 헌장 제정자들은 회원국들이 제한된 상황, 특히 방어적 목적을 위해서만 전쟁을 사용하도록 의무를 부여하려고 시도했다.
북한이 1950년 6월 25일 남한을 침공하여 6.25 전쟁이 시작된 후 유엔은 스스로 전투원이 되었다. 유엔 안전 보장 이사회는 9대 0의 결의안으로 북한의 행동을 규탄하고 (소련은 불참) 회원국들에게 남한을 돕도록 촉구했다. 미국과 15개국이 이 조치를 추구하기 위해 "유엔군"을 결성했다. 1950년 6월 29일 기자회견에서 미국 대통령 해리 S. 트루먼은 이러한 적대 행위를 "전쟁"이 아닌 "경찰 조치"라고 특징지었다.
유엔은 일부 전쟁을 국제법상 합법적인 행위로 선언하는 안전 보장 이사회 결의를 발표했으며, 가장 주목할 만한 것은 이라크의 쿠웨이트 침공으로 촉발된 1991년 걸프 전쟁을 승인한 결의안 678호이다. 유엔 결의는 "무력" 또는 "필요한 모든 수단"의 사용을 승인한다.

## 합법성
선전포고를 할 권한의 적법성은 국가와 정부 형태에 따라 다르다. 많은 국가에서 그 권한은 국가원수 또는 군주에게 부여된다. 선전포고를 위한 공식 국제 의정서는 1907년 헤이그 협약 (III) 개전조약에 정의되어 있다.
1945년 이후, 유엔 헌장과 같이 국제 분쟁에서 위협과 무력 사용을 모두 금지하는 국제법의 발전으로 인해 선전포고는 국제 관계에서 대체로 불필요해졌지만, 그러한 선언은 교전국 또는 중립국의 국내법 내에서 관련성을 가질 수 있다. 유엔 안전 보장 이사회는 헌장 제24조, 제25조 및 제7장에서 부여된 권한에 따라 국제 평화와 안보를 유지하거나 강제하기 위한 집단 행위를 승인할 수 있다. 유엔 헌장 제51조는 또한 다음과 같이 명시하고 있다: "이 헌장의 어떠한 규정도 회원국에 대한 무력 공격이 발생할 경우 개별적 또는 집단적 자위권의 고유한 권리를 침해하지 않는다."

## 국가별 요건
선전포고는 일반적으로 공식적인 발표가 이루어지기 전에 사전 승인을 포함하는 과정을 통해 이루어진다. 이는 일부 국가에서는 공식적이거나 성문화된 사전 승인 절차가 없으며, 그러한 경우에는 정부 수반이 사전 조건 없이 전쟁을 선포할 수 있기 때문에 국가마다 다르다.
| 국가           | 선전포고 주체 | 법적 근거                                                         | 권한 부여 주체            | 추가 정보 |
| -------------- | ------------- | ----------------------------------------------------------------- | ------------------------- | --- |
| 오스트레일리아 | 총리          | 오스트레일리아 헌법 제61조                                        | 총리                      | 1903년 국방법에 따라 오스트레일리아 총리 단독으로 선전포고를 할 수 있다. |
| 오스트리아     | 의회          | B-VG 제38조 및 40조(1)                                            | 의회                      | 대통령은 선전포고를 공표해야 한다. |
| 브라질         | 대통령        | 브라질 헌법 제84조                                                | 국회                      | 브라질 대통령은 외국의 침략이 있을 경우, 국민회의의 승인을 받거나, 의회 휴회 기간에 침략이 발생할 경우 사후 승인을 받아 선전포고를 할 수 있으며, 동일한 조건 하에 전체 또는 부분적인 국가 동원을 명령할 수 있다. |
| 캐나다         | 군주          | 없음                                                              | 군주 (법률상)             | 참조: 캐나다의 선전포고. |
| 중화인민공화국 | 주석          | 제62조(15), 67조(19), 80조                                        | 전국인민대표대회 (법률상) | 전국인민대표대회는 "전쟁과 평화에 관한 문제"를 결정할 권한이 부여되며, 주석은 "전국인민대표대회의 결정에 따라... 전시 상태를 선포한다." 전국인민대표대회 상무위원회는 "전국인민대표대회가 회기 중이 아닐 때, 국가에 대한 무력 공격이 발생하거나 침략에 대한 공동 방어에 관한 국제 조약 의무를 이행하는 경우 전시 상태의 선포를 결정할 수 있다." |
| 핀란드         | 대통령        | 핀란드 헌법 제93조                                                | 의회                      | 핀란드 대통령은 핀란드 의회의 허가를 받아 전쟁 또는 평화를 선언할 수 있다. |
| 프랑스         | 정부          | 프랑스 헌법 제35조                                                | 의회                      | 의회는 선전포고를 "승인"한다. 프랑스 하원과 프랑스 상원은 선전포고에 대해 투표하지 않으며, 단지 정부의 제안을 논의할 뿐이다. 어떠한 군사 개입이 있은 후 4개월이 지나면 의회는 전쟁 연장을 승인할 수 있다. 4개월 기간은 정부에 의해 항상 지켜지는 것은 아니다.                                                                                   |
| 독일           | 의회          | GG 제115a조                                                       | 의회                      | 독일이 적대적인 군대에 의해 공격받지 않는 한, 연방 공화국이 전쟁 위협에 처한 경우 연방의회에서 3분의 2 이상의 찬성표를 얻어야 한다. |
| 헝가리         | 국민의회      | 헝가리 헌법 제1조                                                 | 국민의회                  | 국민의회는 "전시 상태 선포 및 평화 조약 체결을 결정한다". |
| 인도           | 대통령        | 인도의 헌법 제53조(2)                                             | 의회                      | 인도 대통령은 의회의 승인과 일부 정부 관리의 조언을 받아 전쟁을 선포하거나 평화를 체결할 수 있다. |
| 이스라엘       | 총리          | 이스라엘 기본법 크네세트 기본법 제40조(a) 및 정부 기본법 제3조(a) | 총리                      | 크네세트 기본법 제40조(a)에 따르면, 국가는 "정부 결정에 따라" 전쟁을 선포하며, 총리는 크네세트에 "가능한 한 빨리" 통지해야 한다. 정부 기본법 제3조(a)에 따르면, "정부는 총리와 장관들로 comprised of 구성된다." |
| 이탈리아       | 대통령        | 이탈리아 헌법 제78조 및 87조                                      | 의회                      | 대통령은 의회에서 동의한 전쟁을 선포한다. 의회는 전쟁 상태를 선포하고 필요한 권한을 정부에 부여할 권한을 갖는다. |
| 쿠웨이트       | 군주          | 쿠웨이트 헌법 제68조                                              | 군주                      | 방어 전쟁은 아미르의 칙령으로 선포된다. 공격 전쟁은 금지된다. |
| 멕시코         | 대통령        | 멕시코 헌법 제89조 § VIII                                         | 연방의회                  | 대통령은 연방의회에서 해당 법률이 제정된 후 멕시코 합중국의 이름으로 전쟁을 선포할 수 있다. |
| 네덜란드       | 의회          | 네덜란드 헌법 제96조                                              | 의회                      | |
| 카타르         | 군주          | 카타르 헌법 제71조                                                | 군주                      | 방어 전쟁은 아미르 칙령으로 선포되며, 공격 전쟁은 금지된다. |
| 러시아         | 대통령        | 러시아 헌법 제71조 및 86조                                        | 대통령                    | 제71조에 따르면: "러시아 연방의 관할권에는 [...] 러시아 연방의 외교 정책 및 국제 관계, 러시아 연방의 국제 조약 및 협정, 전쟁 및 평화 문제가 포함된다." 제86조a에 따르면: "러시아 연방 대통령은 [...] 러시아 연방의 외교 정책을 관장한다." |
| 사우디아라비아 | 군주          | 사우디아라비아 기본법 제61조                                      | 군주                      | |
| 스페인         | 군주          | 1978년 스페인 헌법 제63조                                         | 의회                      | 국왕은 의회의 사전 승인을 받아 전쟁을 선포하고 평화를 체결할 권한을 갖는다. |
| 스웨덴         | 내각          | 정부법 제15장 제14조 "Krigsförklaring" (2010:1408)                | 의회                      | 스웨덴 내각(regeringen)은 스웨덴이 먼저 공격받지 않는 한 의회(riksdagen)의 동의 없이 스웨덴이 전쟁 상태임을 선포할 수 없다. |
| 튀르키예       | 의회          | 튀르키예 헌법 제87조 및 92조                                      | 의회                      | 대통령은 의회가 휴회 중이거나 폐회 중이며 튀르키예가 먼저 공격을 받는 경우 의회의 동의 없이 튀르키예가 전쟁 상태임을 선포할 수 있다. |
| 영국           | 군주          | 없음                                                              | 군주                      | 참조: 영국 및 대영 제국의 선전포고 목록. |
| 미국           | 의회          | 미국의 헌법 제1조 제8절                                           | 대통령                    | 참조: 미국의 선전포고. |

## 같이 보기
- 진행 중인 군사 분쟁 목록
- 동결분쟁
- 비상사태
- 지하드